# Колорадо Сити (Колорадо)
Колорадо Сити (енгл. Colorado City) насељено је место без административног статуса у америчкој савезној држави Колорадо.

## Демографија
По попису из 2010. године број становника је 2.193, што је 175 (8,7%) становника више него 2000. године.
| Група             | 2000.         | 2010.         |
| Белци             | 1.759 (87,2%) | 1.837 (83,8%) |
| Афроамериканци    | 20 (1,0%)     | 20 (0,9%)     |
| Азијати           | 4 (0,2%)      | 5 (0,2%)      |
| Хиспаноамериканци | 185 (9,2%)    | 303 (13,8%)   |
| Укупно            | 2.018         | 2.193         |